# طيبة الجديدة
طيبة الجديدة هي مدينة مصرية جديدة من مدن الجيل الثالث، تقع في محافظة الأقصر، وتتبع إدارياً لهيئة المجتمعات العمرانية الجديدة، أنشأت بقرار رئيس جمهورية مصر العربية رقم 198 لسنة 2000، تقع المدينة على بعد 14 كيلومتر شمال شرق مدينة الأقصر وتبعد 10 كيلومتر عن مطار الأقصر الدولي.

## المخطط العام
تبلغ المساحة الإجمالية للمدينة 9594 فدان والكتلة العمرانية الحالية 8557 فدان وتم اعتماد المخطط التفصيلي لمساحة 6050 فدان بالقرار الوزاري رقم 239 بتاريخ 26 أبريل 2020.

## البنية التحتية
- تم تنفيذ محطة تنقية مياه الشرب للمدينة بطاقة 35 ألف م3/يوم على مرحلتين.
- تم تنفيذ محطة معالجة بسعة 9 ألف م3/يوم على مرحلتين جاري تطويرها لتصبح ذات معالجة ثالثية الستخدام المياه المنتجة في ري المسطحات الخضراء داخل الكتلة العمرانية.
- تم تنفيذ المرحلة الأولى من محطة الصرف بالمدينة بطاقة 5 ألف م3/يوم من إجمالي 20 ألف م3/يوم.
- جاري تنفيذ استكمال محطة الصرف بالمدينة بطاقة 15ألف م3/يوم من إجمالي 20 ألف م3/يوم.
- تم تنفيذ شبكات طرق بطول 138 كم. ط.
- تم تنفيذ محطة محوالت بطاقة 50 م.ف.أ
- تم تخطيط منطقة صناعية بمساحة 382 فدان تضم 655 قطعة أرض بمساحات مختلفة تتراوح من 300 إلى 7200 م2.

## التعليم

### جامعة الأقصر
يقع الحرم الجامعي بمدينة طيبة على مساحة 100 فدان، ويضم:
- كلية العلوم : وتضم ملعب متعدد الأغراض وعدة معامل منها؛ «معمل الكيمياء، الجيولوجيا، الفيزياء، النبات، ومعمل الحيوان»، ومكاتب إدارية وقاعات التدريس.[4]
- كلية التربية : وتضم قاعة السيمنار ومعملي الكيمياء العضوية وغير العضوية، ومدرج وقاعات للتدريس ومكاتب إدارية، ومعلب متعدد الأغراض.
- كلية الطب على مساحة 13 ألف متر مربع ويضم مدرجات وقاعات التدريس، بالإضافة إلى فصول دراسية ومكاتب للعميد والوكلاء وأعضاء هيئة التدريس ومعاونيهم ومكاتب للإداريين ومعامل لقسم التشريح الآدمي ومعمل الفسيولوجي والهستولوجي والطفيليات والميكروبيولوجي والباثولوجي والفارماكولوجي والطب الشرعي والسموم الإكلينيكية والمكتبة، ومركزا للاختبارات الإلكترونية بالإضافة إلى مباني للرعاية الطبية والخدمات ومسجد وكافتريا ومسطحات خضراء وجراج للسيارات خدمة العملية التعليمية بكلية الطب.[4]
- مستشفى جامعة الأقصر : على مساحة 5 فدان بطاقة 150سرير، وفقًا لمعايير الرقابة والجودة الخاصة بمنظومة التأمين الصحي الشامل، وعلى أحدث النظم التكنولوجية.[5]

### جامعة مصر للعلوم والتكنولوجيا
- حصلت جامعة مصر للعلوم والتكنولوجيا علي قطعة أرض مساحتها 44 فدانا بمدينة طيبة الجديدة بقيمة إجمالية 175 مليون جنيه بعدما تقدمت بطلب التخصيص لهيئة المجتمعات العمرانية الجديدة لإنشاء فرع في الصعيد.[6] تخطط الجامعة لإنشاء 10 كليات بفرع الجامعة المنتظر في ظل اهتمامها بالتوسع في المدن العمرانية الجديدة وتحديدا في محافظات الصعيد.
- ويضمُ فرع الجامعة كليات: الطب وجراحة الفم والأسنان، والعلاج الطبيعي، والتمريض، وتكنولوجيا العلوم الصحية، والصيدلة، والتربية الخاصة، والهندسة، وتكنولوجيا المعلومات، والإدارة والاقتصاد، واللغات والترجمة، والإعلام وفنون الاتصال، وإدارة المواقع الأثرية وعلوم المتاحف، والتكنولوجيا الحيوية.[7]

### جامعة طيبة التكنولوجية
- تضم الجامعة 3 معامل كيميائية بالإضافة إلى معامل الحاسوب، و4 ورش نجارة و4 قاعات تدريسية و4 مدرجات، و5 ملاعب خماسية ومتعددة، ومسجد ومسرح ومطعم وكافيتريا وفندق تعليمي ومطعم تعليمي، بالإضافة إلى سكن الطلاب وسكن الطالبات وسكن أعضاء هيئة التدريس، ويحصل الطالب على الدبلوم العالي التكنولوجي والبكالوريوس التكنولوجي في أي من تخصصاتها وكذلك تمنح الجامعة الماجستير المهني والدكتوراه المهنية في التكنولوجيا، وبدأت الدراسة في الجامعة في سبتمبر 2022.

## الصحة

### مستشفى شفاء الأورمان
- يقع مستشفى علاج الأورام بالمجان في مدينة طيبة الجديدة شمالي محافظة الأقصر، تعد أول وأكبر مستشفى متكامل لعلاج السرطان في صعيد مصر بالمجان تماماً، حيث تم تجهيزه بأحدث أجهزة التشخيص والعلاج على مستوى العالم في مجال الأورام السرطانية، ويخدم سكان محافظات بجنوب الصعيد.[8]
- المستشفى يضم أقسام العيادات الخارجية للكشف على المرضى يومياً، وقسم علاج اليوم الواحد ويضم العلاج الكيماوي بـ45 مقعدا تستوعب حوالي 200 مريض يومياً طوال الأسبوع، ويضم أيضًا قسم العلاج الإشعاعي الذي يضم جهاز المحاكي لتحديد منطقة العلاج باستخدام الأشعة المقطعية، كما يوجد بالقسم غرفة قوالب لصناعة الأقنعة وعلاج الإشعاعي عن قرب وجهاز التخطيط ثلاثي الأبعاد، وجهاز المعجل الخطى للعلاج بالأشعة الخارجية.
- يضم المستشفى أيضًا معامل تضم أقسام (أمراض الدم – الكيمياء الإكلينيكية – المناعة – الميكروبات – الوراثة الخلوية – الوراثة الجينية)، ودار لضيافة المرضى داخله، ويوجد أجهزة أشعة متنوعة تضم (جهاز الأشعة العادية – جهاز الماموجرافي – جهاز الموجات فوق الصوتية – جهاز الرنين المغناطيسي – جهاز الأشعة المقطعية متعددة المقاطع)، بالإضافة لوحدة الطب النووي والمعمل الحار الذي يضم (جهاز قياس الجرعة الإشعاعية – جهاز الكاشف الإشعاعى المكاني – دولاب الغازات – غرفة رسم القلب بالمجهود)، يضم المستشفى كذلك قسم الصيدلية الإكلينيكية والتي تشمل تخصصات (صيدلي العيادات – صيدلي وحدة التحضير للأدوية الوريدية – صيدلي وحدة صرف الأدوية – صيدلي وحدة علاج اليوم الواحد – صيدلي وحدة العلاج الخارجي).